# La pittura e il disegno
La pittura e il disegno è un dipinto a olio su tela (231x181 cm) di Giovanni Francesco Barbieri, detto Guercino, databile al 1656-1657 conservato presso la Gemäldegalerie Alte Meister di Dresda.

## Storia
L'opera è riferita da Carlo Cesare Malvasia al 1656. in realtà fu consegnata a fine 1657, come risulta dal Libro dei conti tenuto dal fratello del Guercino, dove sono registrati tre pagamenti per due quadri: La primavera e La pittura e il disegno. 
Il primo pagamento è del 14 aprile 1656, ammonta a scudi 128 e lire 8, e fu versato come caparra. La seconda ricevuta, che ammonta a 75 scudi ed è datata al 3 giugno 1657, è rilasciata al marchese Albergati «a buon conto delli due quadri fatti all'istanza del Principe Ludovisio, cioè ls Primavera e il quadro della Pittura col Disegno.» Una terza ricevuto attesta il saldo, del 2 novembre 1657, di scudi 112 e lire 2.
Il Principe Ludovisio citato da Malvasia molto probabilmente è Niccolò I Ludovisi, che portò avanti la politica di mecenatismo intrapresa da Alessandro (Papa Gregorio XV) e Ludovico. 

## Descrizione e stile
Il dipinto raffigura un'allegoria delle due arti sorelle, la Pittura e il Disegno, impersonate da due figure sedute fianco a fianco all'interno di un ambiente misurato e silenzioso. A sinistra, un vecchio barbuto, vestito con un manto scuro e un berretto rosso, rappresenta il Disegno: egli mostra un foglio con uno schizzo tracciato a sanguigna. Di fronte a lui, una giovane donna, personificazione della Pittura, lo osserva con attenzione mentre tiene in mano pennelli e tavolozza, pronta a trasferire su tela quanto le è stato indicato.
La donna indossa un abito sontuoso, con ricchi panneggi blu, bianchi e ocra dorato, che enfatizzano la sua centralità nella scena. Sullo sfondo, accanto a un cavalletto inclinato, è visibile una tela già iniziata con la figura di un putto dormiente. La luce entra da sinistra, accarezzando i volumi con morbidezza e contribuendo a creare un'atmosfera sospesa e armoniosa.
Lo stile rivela pienamente la fase tarda di Guercino: le tonalità sono chiare, i passaggi sfumati e la costruzione compositiva si basa su assi verticali e orizzontali che conferiscono stabilità e simmetria. La scena, priva di pathos, si carica di valore simbolico, celebrando la trasmissione del sapere visivo dall’idea al colore, dal disegno alla pittura.
Nell'ultimo periodo della sua carriera, a partire dal 1645, Guercino — che si era trasferito a Bologna già nel 1642, sia perché Cento non era più sicura a causa della guerra di Castro, sia perché era morto Guido Reni, lasciando libera la piazza bolognese — portò a compimento importanti capolavori, tali da poter essere paragonati a quelli del periodo ferrarese per il cardinale Jacopo Serra o del periodo romano per i Ludovisi.
Egli semplificò la gamma cromatica, riducendo la varietà delle tinte e orientandosi verso un tono più morbido e armonioso. Anche la composizione si fa più misurata, ispirata a principi di equilibrio e simmetria. È la sensibilità stessa del Guercino a essersi trasformata: al fervore impetuoso della giovinezza, l'epoca in cui "bolliva il pignattone", subentra una visione più pacata e meditativa.
Da sottolineare che la vera qualità degli ultimi dipinti è venuta alla luce solamente quando la patina di vernice ingiallita e le pesanti ridipinture - che probabilmente erano state la causa delle pesanti critiche di Marangoni «non c'è pittura, né tecnica» - furono rimosse.